# 切尔西 (马萨诸塞州)

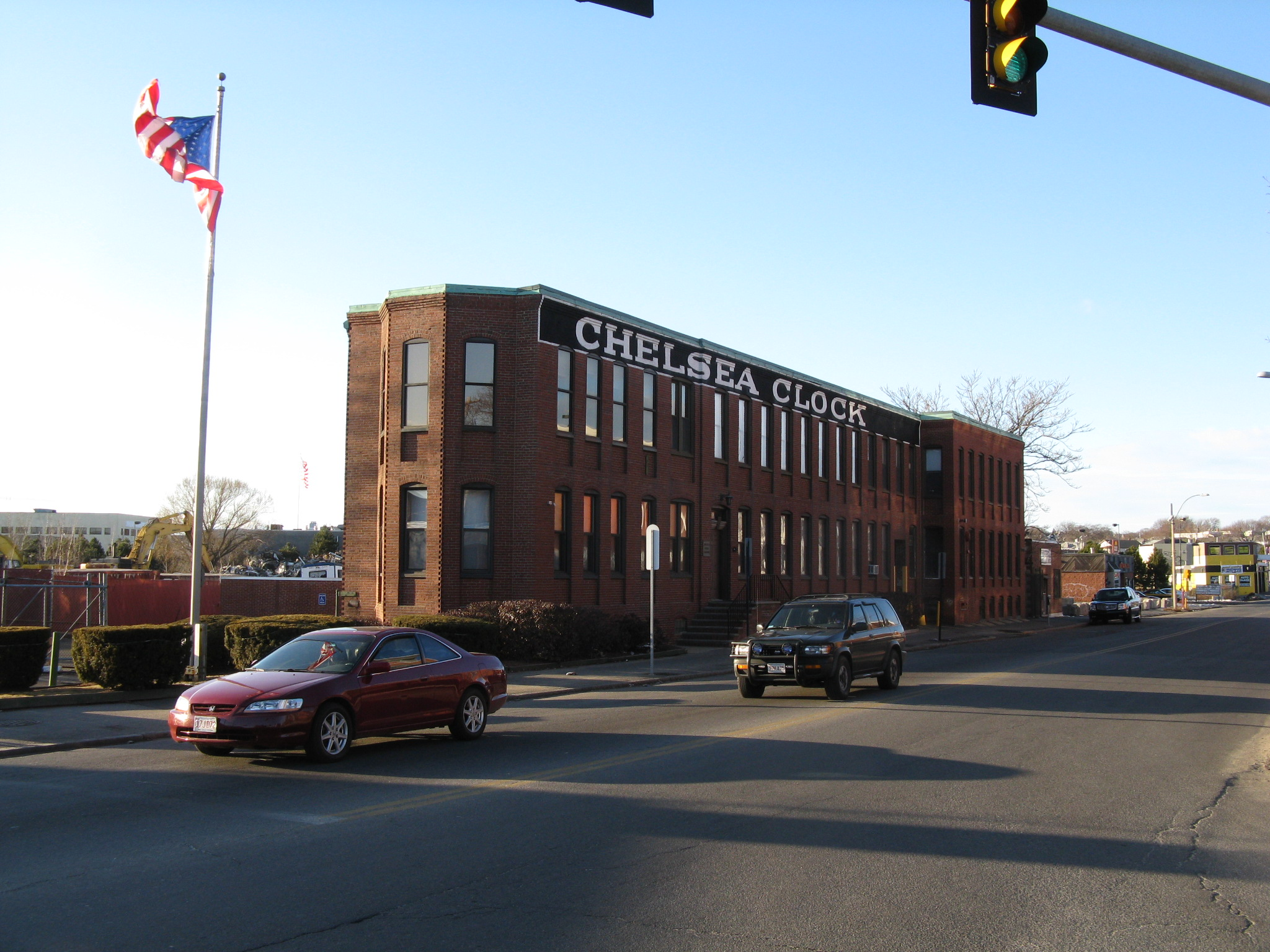

切爾西（英語：Chelsea）是美國麻薩諸塞州沙福克縣的一個城市，位於波士頓東北。面積6.4平方公里，是該州面積最小的城市。根據美國2000年人口普查，人口35,080人。
1624年白人開始殖民，1739年建鎮並以英國倫敦的切爾西命名，1857年設市。